# نلسون لوپز
نلسون لوپز (انگلیسی: Nelson López؛ زادهٔ ۲۴ ژوئن ۱۹۴۱) بازیکن فوتبال اهل آرژانتین است. وی در تیم ملی فوتبال آرژانتین نیز بازی کرده‌است.